# Astrograaf

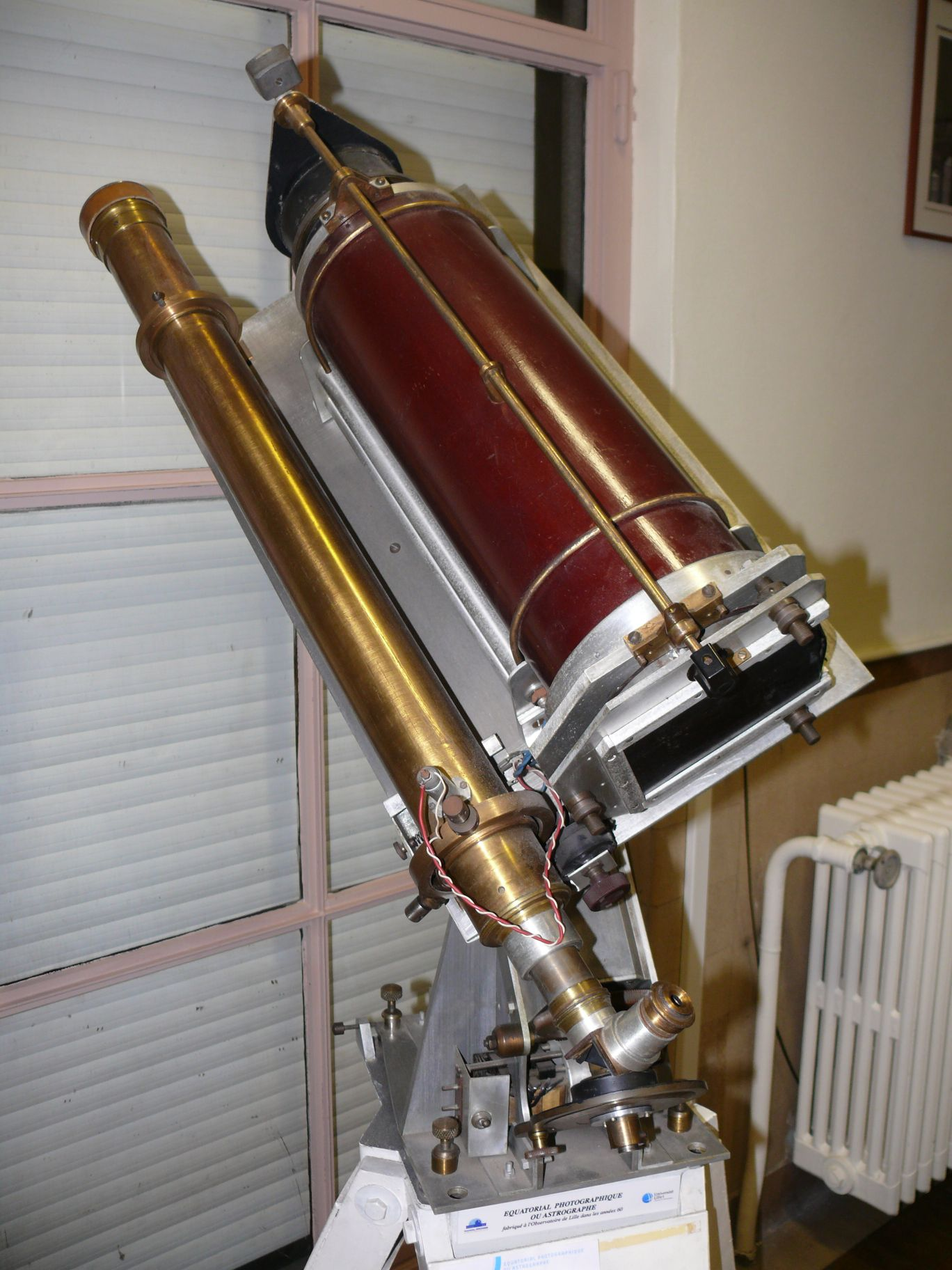
Astrograaf van de sterrenwacht in Rijsel

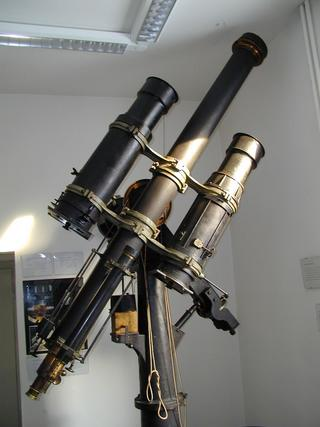
Dubbele astrograaf van de Landessternwarte Heidelberg-Königstuhl

Een astrograaf is een astronomische telescoop die bestemd is voor het maken van fotografische opnamen door middel van glasplaten. Het woord is wat verouderd, aangezien de meeste astronomische waarnemingen thans met behulp van CCD’s worden verkregen en er vrijwel niet meer door een telescoop wordt gekeken. De term werd vooral gebruikt om de refractors met een diameter van 33 cm aan te duiden die tijdens het „Carte du Ciel”-project gebruikt werden. Het prototype werd gebouwd in het Observatoire de Paris in 1886.
Vaak werd ook gebruikgemaakt van een dubbele astrograaf, bestaande uit twee identieke telescopen. Hiermee konden gelijktijdig twee opnames met verschillende filters worden gemaakt. 